# Euzygentoma
Euzygentoma – infrarząd owadów z podgromady Dicondylia i rzędu rybików.
Rybiki te mają głowę prognatyczną i pozbawioną przyoczek. Oczy złożone są małe lub całkiem nieobecne. Podział pomiędzy wargą górną a nadustkiem jest słabo zaznaczony. Liczba członów stóp jest zredukowana względem pierwotnego planu budowy i wynosi poniżej pięciu. Odwłok ich cechuje się redukcją rozmiarów sternitów i liczby wyrostków rylcowych. Wewnętrzny układ rozrodczy samicy cechują jajniki zbudowane z od dwóch do pięciu owarioli panoistycznych.
Należą tu prawie wszystkie znane gatunki rybików, zgrupowane w 4 rodziny:
- Ateluridae
- Lepismatidae – rybikowate
- Maindroniidae
- Nicoletiidae

Najstarsze szczątki przedstawicieli tego infrarzędu zostały odnalezione w datowanym na alb birmańskim bursztynie i należą do Burmalepisma cretacicum z rodziny rybikowatych.